# SDSS J0106−1000
Étoile
SDSS J0106-1000 est une étoile de la constellation de la Baleine, située à environ 2,690 kpc (∼8 770 al) de la Terre.